# Сатурнен Аллагбе
Сатурнен Аллагбе (фр. Saturnin Allagbé, нар. 22 листопада 1993, Асаба) — бенінський футболіст, воротар французького «Діжона» і національної збірної Беніну.

## Клубна кар'єра
Народився 22 листопада 1993 року. Починав грати у футбол на батьківщині за клуб АСПАК.
2014 року перебрався до Франції, уклавши контракт з місцевим «Ніором». Після двох років, проведених у другій команді клубу, був переведений до його головної команди, де поступово став основним голкіпером.
2 жовтня 2020 року уклав чотирирічний контракт з «Діжоном», якому трансфер гравця обійшовся у 2 мільйони євро.
| Дата       | Місто    | Господарі | Результат             | Гості   | Турнір                                           | Голи | Примітки |
| ---------- | -------- | --------- | --------------------- | ------- | ------------------------------------------------ | ---- | -------- |
| 02-07-2019 | Ісмаїлія | Бенін     | 0 – 0                 | Камерун | Кубок африканських націй 2019 - 1-й етап         | -    |          |
| 05-07-2019 | Каїр     | Марокко   | 1 – 1 д.ч. (1-4 п.п.) | Бенін   | Кубок африканських націй 2019 - Ottavo di finale | -1   |          |
| 10-07-2019 | Каїр     | Сенегал   | 1 – 0                 | Бенін   | Кубок африканських націй 2019 - Quarto di finale | -1   |          |
| Усього     |          | Матчів    | 3                     |         | Голів                                            | -2   |          |